# Дом книги (Смоленск)
Дом книги — памятник архитектуры, расположенный в центральной части города Смоленска на улице Большой Советской.

## История

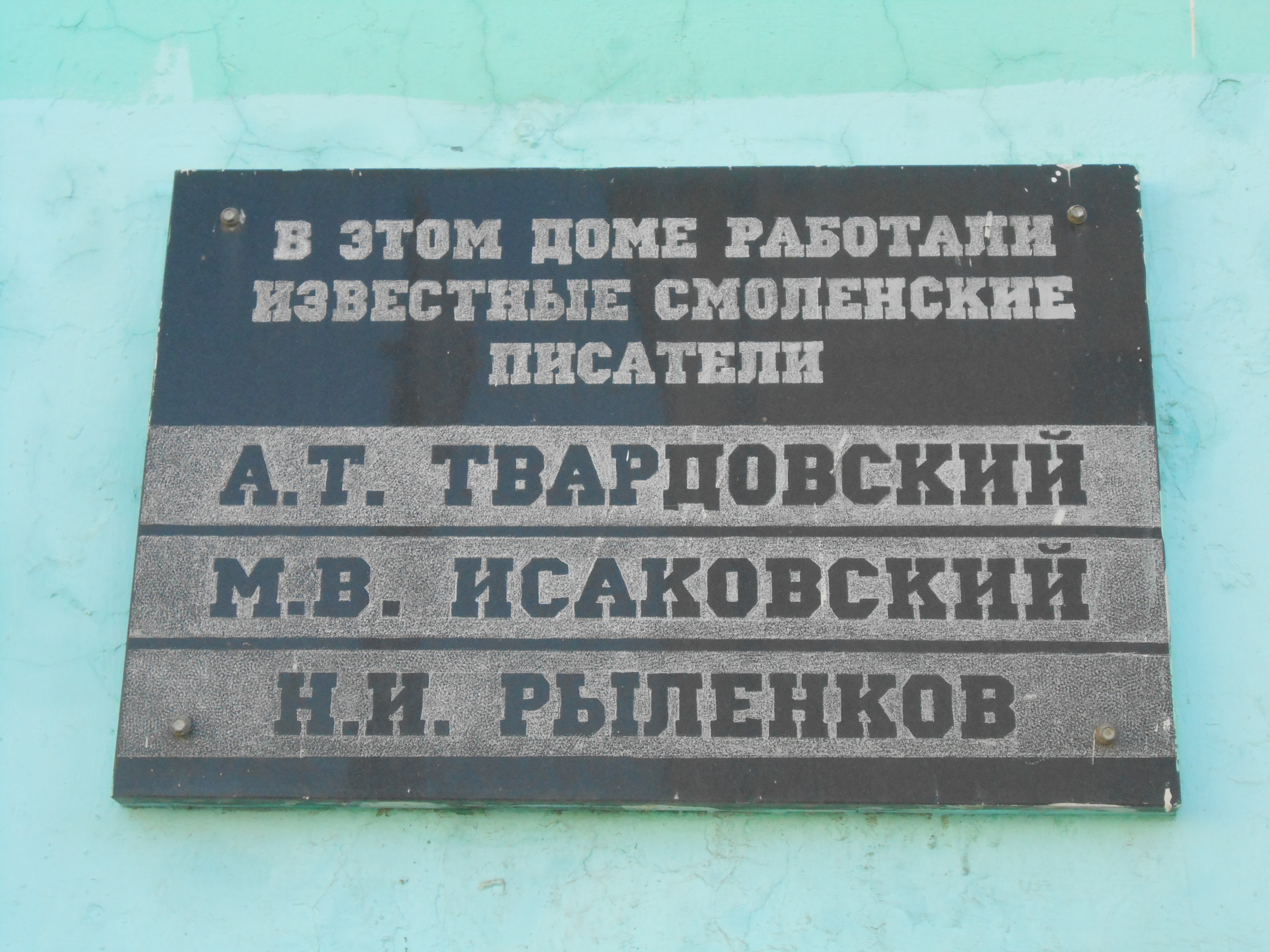
Памятная доска на здании

Дом построен в 1889 году по проекту городского архитектора Ф. М. Мейшера (по другим данным — по проекту его отца — губернского архитектора М. Ф. Мейшера) для известного смоленского купца Г. П. Павлова. Здание использовалось как магазин мод, а часть помещений сдавалась в наём другим торговцам. За домом в это время закрепилось название — «Дом купца Павлова». В 1903 году здание капитально перестроили добавив третий этаж с венчающим его четвериком.
В 1918 году в Доме появился книжный магазин. В читальне Дома выступали со своими стихами А. Т. Твардовский и М. В. Исаковский. Здание сильно пострадало в годы ВОВ, но было восстановлено в 1955 году с большой перепланировкой. Однако при этой реконструкции фасадный декор был сохранён, а местами — воссоздан.
В 1974 году здесь находились библиотечный коллектор, Облкниготорг, центральный книжный магазин и магазин-распространитель, ассортиментный кабинет и магазин «Книга — почтой». Книжный магазин в Доме книги находится и сейчас.

## Архитектура
Здание является образцом смоленского направления историзма второй половины XIX века, с характерным для этого периода фасадами, насыщенными декором стилизованным под барокко (необарокко). Постройка живописно украшена разновеликими выступающими объёмами, фронтоном на главном фасаде, парапетами с тумбами и вазонами. По мнению архитекторов, несмотря на внешнюю однотипность всех деталей декора, композиции всех четырёх фасадах различаются массами, этажностью, числом осей. Специалистами отмечается, что различные элементы декора: выгнутые фронтоны на скруглённых углах здания, тумбы с вазонами, карнизы с частыми креповками, тяжёлые архивольты с замковыми камнями придают зданию барочную напряжённость и торжественность.
По мнению И. Д. Белогорцева, фасад постройки, осложнённый многочисленными деталями, выглядит грузным и «согбенным под тяжестью архитектурной мишуры и бутафории». В противовес этому, венчающий дом карниз, с легкими, устремлёнными вверх, вазами на тумбах, облегчает тяжесть архитектурного убранства здания.